# Difosfoinozitol-pentakisfosfat kinaza
Difosfoinozitol-pentakisfosfat kinaza (EC 2.7.4.24, PP-IP5 kinaza, difosfoinozitol pentakisfosfatna kinaza, ATP:5-difosfo-1D-mio-inozitol-pentakisfosfat fosfotransferaza, PP-InsP5 kinaza, PPIP5K, PPIP5K1, PPIP5K2, VIP1, VIP2) je enzim sa sistematskim imenom ATP:1D-mio-inozitol-5-difosfat-pentakisfosfat fosfotransferaza. Ovaj enzim katalizuje sledeću hemijsku reakciju
ATP + 1-mio-inozitol 5-difosfat pentakisfosfat {\displaystyle \rightleftharpoons } ADP + 1D-mio-inozitol bisdifosfat tetrakisfosfat (izomerska konfiguracija je nepoznata)
Ovaj enzim se aktivira osmotskim šokom.

## Literatura
- Nicholas C. Price; Lewis Stevens (1999). Fundamentals of Enzymology: The Cell and Molecular Biology of Catalytic Proteins (Third изд.). USA: Oxford University Press. ISBN 019850229X.
- Eric J. Toone (2006). Advances in Enzymology and Related Areas of Molecular Biology, Protein Evolution (Volume 75 изд.). Wiley-Interscience. ISBN 0471205036.
- Branden C; Tooze J. Introduction to Protein Structure. New York, NY: Garland Publishing. ISBN 0-8153-2305-0.
- Irwin H. Segel. Enzyme Kinetics: Behavior and Analysis of Rapid Equilibrium and Steady-State Enzyme Systems (Book 44 изд.). Wiley Classics Library. ISBN 0471303097.

## Spoljašnje veze
- Diphosphoinositol-pentakisphosphate+kinase на 